# 林则徐税务告示碑
林则徐税务告示碑，位于江苏省泰州市海陵区南门外，是中华人民共和国江苏省文物保护单位之一。
2002年10月22日，授予江苏省文物保护单位，是一座石刻。